# Schoenomyza major
Schoenomyza major är en tvåvingeart som beskrevs av Tiensuu 1945. Schoenomyza major ingår i släktet Schoenomyza och familjen husflugor. Inga underarter finns listade i Catalogue of Life.